# فهرست قسمت‌های حیوانات جنگل فارثینگ
این فهرست قسمت‌های مجموعهٔ تلویزیونی پویانمایی حیوانات جنگل فارثینگ است.

## نمای کلی مجموعه
| فصل | قسمت‌ها | قسمت‌ها | تاریخ اصلی روی آنتن رفتن | تاریخ اصلی روی آنتن رفتن |
| فصل | قسمت‌ها | قسمت‌ها | اولین بار                | آخرین بار                |
| --- | ------ | ------ | ------------------------ | ------------------------ |
| ۱   | ۱۳     | ۱۳     | ۶ ژانویه ۱۹۹۳            | ۳۱ مارس ۱۹۹۳             |
| ۲   | ۱۳     | ۱۳     | ۷ ژانویه ۱۹۹۴            | ۳۰ مارس ۱۹۹۴             |
| ۳   | ۱۳     | ۱۳     | ۲۸ سپتامبر ۱۹۹۵          | ۲۱ دسامبر ۱۹۹۵           |

## قسمت‌ها

### فصل ۱ (۱۹۹۳)
تمام ۱۳ قسمت در سال ۱۹۹۲ تولید شده است.
| شم. کلی | شم. در مجموعه | عنوان                                             | تاریخ انتشار اصلی |
| ------- | ------------- | ------------------------------------------------- | ----------------- |
| ۱       | ۱             | «جنگل در خطر» "خطر در جنگل"                       | ۶ ژانویه ۱۹۹۳     |
| ۲       | ۲             | «سفر آغاز می‌شود» "آغاز سفر"                       | ۱۳ ژانویه ۱۹۹۳    |
| ۳       | ۳             | «از میان آتش و از میان آب» "آتش سوزی"             | ۲۰ ژانویه ۱۹۹۳    |
| ۴       | ۴             | «بهشت دروغین» "شکارچی"                            | ۲۷ ژانویه ۱۹۹۳    |
| ۵       | ۵             | «دام برای بی‌احتیاط» "دردسری برای روباه"           | ۳ فوریه ۱۹۹۳      |
| ۶       | ۶             | «چه کسی باید تاج را بگذارد؟» "غریزهٔ قورباغه"      | ۱۰ فوریه ۱۹۹۳     |
| ۷       | ۷             | «دوستان جدید، دشمنان قدیمی» "دوستان جدید"         | ۱۷ فوریه ۱۹۹۳     |
| ۸       | ۸             | «دوستان در نیازمندی» "تازه‌وارد"                   | ۲۴ فوریه ۱۹۹۳     |
| ۹       | ۹             | «معدن ویسلر» "شکار مرغ باران"                     | ۳ مارس ۱۹۹۳       |
| ۱۰      | ۱۰            | «میان دو شر» "عبور از جاده"                       | ۱۰ مارس ۱۹۹۳      |
| ۱۱      | ۱۱            | «یک آرامش مرگبار» "مزرعهٔ کلم"                     | ۱۷ مارس ۱۹۹۳      |
| ۱۲      | ۱۲            | «آشوب» "باران"                                    | ۲۴ مارس ۱۹۹۳      |
| ۱۳      | ۱۳            | «خیلی نزدیک و در عین حال خیلی دور...» "پایان سفر" | ۳۱ مارس ۱۹۹۳      |

### فصل ۲ (۱۹۹۴)
تمام قسمت‌ها در سال ۱۹۹۳ تولید شده‌اند.
| شم. کلی | شم. در مجموعه | عنوان                                       | تاریخ انتشار اصلی |
| ------- | ------------- | ------------------------------------------- | ----------------- |
| ۱۴      | ۱             | «خوش‌آمدگویی قهرمانان» "زندگی در پارک"       | ۷ ژانویه ۱۹۹۴     |
| ۱۵      | ۲             | «زمستان» "پیغام"                            | ۱۴ ژانویه ۱۹۹۴    |
| ۱۶      | ۳             | «بقا» "بدنبال غذا"                          | ۲۱ ژانویه ۱۹۹۴    |
| ۱‍۷       | ۴             | «دشمنان جدید»                               | ۲۸ ژانویه ۱۹۹۴    |
| ۱۸      | ۵             | «یک شوخی وارونه می‌شود» "دستگیری شکارچی‌ها"   | ۴ فوریه ۱۹۹۴      |
| ۱۹      | ۶             | «خانه جاییست که دل آنجا باشد» "بهار"        | ۱۱ فوریه ۱۹۹۴     |
| ۲۰      | ۷             | «خصومت آغاز می‌شود» "شروع اختلافات خانوادگی" | ۱۸ فوریه ۱۹۹۴     |
| ۲۱      | ۸             | «مثل پدر، مثل پسر» "مثل پدر"                | ۲۵ فوریه ۱۹۹۴     |
| ۲۲      | ۹             | «گریزهای تنگ» "فرار خطرناک"                 | ۴ مارس ۱۹۹۴       |
| ۲۳      | ۱۰            | «تیرگی‌ها» "سایه"                            | ۱۱ مارس ۱۹۹۴      |
| ۲۴      | ۱۱            | «زمان حسابرسی» "دوست جدید"                  | ۱۸ مارس ۱۹۹۴      |
| ۲۵      | ۱۲            | «خون از آب غلیظ‌تر است»                      | ۲۵ مارس ۱۹۹۴      |
| ۲۶      | ۱۳            | «آشتی» "رفع اختلاف"                         | ۳۰ مارس ۱۹۹۴      |

### فصل ۳ (۱۹۹۵)
تمام قسمت‌ها در سال ۱۹۹۵ تولید شده‌اند.
| شم. کلی | شم. در مجموعه | عنوان                                     | تاریخ انتشار اصلی |
| ------- | ------------- | ----------------------------------------- | ----------------- |
| ۲۷      | ۱             | «آمدها و رفت‌ها» "آمد و رفت‌ها"             | ۲۸ سپتامبر ۱۹۹۵   |
| ۲۸      | ۲             | «سرحال» "بازگشت دوباره"                   | ۵ اکتبر ۱۹۹۵      |
| ۲۹      | ۳             | «آب، آب»                                  | ۱۲ اکتبر ۱۹۹۵     |
| ۳۰      | ۴             | «دوست گمشدهٔ روباه»                        | ۱۹ اکتبر ۱۹۹۵     |
| ۳۱      | ۵             | «کشمکش‌ها و بدخلقی‌ها» "ناراحتی‌ها و جدال‌ها" | ۲۶ اکتبر ۱۹۹۵     |
| ۳۲      | ۶             | «ماجراجویی برای پرندگان»                  | ۲ نوامبر ۱۹۹۵     |
| ۳۳      | ۷             | «بازدیدکنندهٔ دم‌دراز»                      | ۹ نوامبر ۱۹۹۵     |
| ۳۴      | ۸             | «احمق ترسیده توسط مارها»                  | ۱۶ نوامبر ۱۹۹۵    |
| ۳۵      | ۹             | «یک خرخر بلندتر» "یک صدای بلندتر"         | ۲۳ نوامبر ۱۹۹۵    |
| ۳۶      | ۱۰            | «بازی موش‌کور» "بازی موش"                  | ۳۰ نوامبر ۱۹۹۵    |
| ۳۷      | ۱۱            | «بدترین نوع طوفان» "وحشتناک‌ترین طوفان"    | ۷ دسامبر ۱۹۹۵     |
| ۳۸      | ۱۲            | «عازم خانه» "بازگشت بسوی خانه"            | ۱۴ دسامبر ۱۹۹۵    |
| ۳۹      | ۱۳            | «قلدر-قلدر-قلدر» "پیروزی"                 | ۲۱ دسامبر ۱۹۹۵    |

## انتشار خانگی
عناوین کلاسیک VHS این مجموعه که از طریق بی‌بی‌سی ویدئو منتشر شد، در مجموع ۹ جلد بودند که هر کدام چندین قسمت را با هم ترکیب می‌کردند تا مجموعه‌های بلندی را تشکیل دهند. به دلیل محدودیت زمانی در هر نوار، برخی از سکانس‌های قسمت اصلی حذف شدند. برای مثال، چنین صحنه‌هایی که از فصل اول عناوین VHS حذف شدند، شامل رویارویی روباه با سگ کشاورز و مکالمه و 'بکارگیری' او با گربهٔ شهری بود که در آن چندین موش را می‌کشد. صحنه استخر شنا نیز از سفر حذف شده است.

### انتشار دی‌وی‌دی
فصل ۱ در فوریه ۲۰۰۹ در فرانسه منتشر شد.
فصل ۱ در ۲۵ سپتامبر ۲۰۰۹ در آلمان منتشر شد و فصل ۲ در ۲۷ مه ۲۰۱۱ در آلمان منتشر شد. نسخه‌های دی‌وی‌دی آلمانی گزینه‌های صوتی انگلیسی و آلمانی را ارائه می‌دهند. فصل ۳ نیز در آلمان منتشر شده است.
علیرغم اینکه محصول بریتانیا بود، کل مجموعه تا ۳ اکتبر ۲۰۱۶ بر روی دی‌وی‌دی در بریتانیا منتشر نشد

### انتشار وی‌اچ‌اس
عناوین VHS به شرح زیر بود:
- جلد ۱: «سفر آغاز می‌شود»
- جلد ۲: «از بیشه تا معدن»
- جلد ۳: «به سمت پارک گوزن سفید»
- جلد ۴: «چالش زمستان»
- جلد ۵: «دوستان و دشمنان»
- جلد ۶: «آغازهای جدید»
- جلد ۷: «خطرات جدید»
- جلد ۸: «ظهور موش‌ها»
- جلد ۹: «بازگشت سرگردان»

«آغازهای جدید» اولین عنوان ویدیویی مجموعه بود که گواهینامه 'PG' را از BBFC دریافت کرد، عمدتاً به دلیل نبرد خشونت‌آمیز بین روباه و صورت‌زخمی و تاکید شدید بر مرگ بود، اگرچه به طور کلی این محتوا در واقع خیلی تلخ‌تر از جلدهای قبلی نبود.
در سال ۱۹۹۶، نوار دیگری با عنوان «سه داستان» منتشر شد که شامل 'داستان وزغ'، 'داستان گورکن' و 'داستان روباه‌ها' بود. این از فصول ۱ و ۲ گردآوری شده است.
قسمت‌های جداگانه نیز در VHS به عنوان بخشی از تبلیغ جاری در مجلهٔ 'دوستان جنگل فارثینگ' موجود بود.